# Baikiaea plurijuga
Baikiaea plurijuga ist ein Baum in der Familie der Hülsenfrüchtler in der Unterfamilie der Johannisbrotgewächse aus dem südwestlichen Afrika. Er kommt in Angola, Botswana, im Caprivizipfel, in Namibia bis Südafrika und in Sambia bis Simbabwe vor.

## Beschreibung
Baikiaea plurijuga wächst als halbimmergrüner, langsamwüchsiger, öfters mehrstämmiger Baum, mit dichter ausladender Krone, bis 17–25 Meter hoch. Der Stammdurchmesser erreicht 100–120 Zentimeter. Es werden tiefe Pfahlwurzeln ausgebildet. Manchmal sind Wurzelanläufe ausgebildet. Die Borke ist braun bis grau und im Alter rissig und abblätternd. Der Baum führt ein Gummi.
Die gestielten Laubblätter sind wechselständig, schraubig angeordnet und paarig gefiedert mit 8–12 Blättchen. Sie sind mit dem 1,5–2,5 Zentimeter langen Blattstiel bis 11–13 Zentimeter lang. Die ganzrandigen, eiförmigen bis verkehrt-eiförmigen oder elliptischen, fast kahlen Blättchen sind abgerundet bis rundspitzig und öfters feinstachelspitzig, manchmal eingebuchtet sowie kurz gestielt. Sie sind etwa 4–8 Zentimeter lang und an der Basis abgerundet bis leicht herzförmig. Die Blattränder sind teils fein umgebogen. Die Rhachis, der Blatt- und die kurzen Blättchenstiele sind etwas rostig behaart. Die kleineren Nebenblätter sind abfallend.
Es werden end- oder achselständige, bräunlich behaarte, lange und aufrechte Trauben gebildet. Die zwittrigen, duftenden und gestielten Blüten sind mit doppelter Blütenhülle. Bei den Blüten sind abfallende Trag- und Vorblätter ausgebildet. Der 1–1,5 Zentimeter lange Blütenstiel ist mit einem „Gelenk“ unterteilt. Es sind 4 ungleiche und bräunlich, samtig behaarte, 1,5–2 Zentimeter lange Kelchblätter, sowie 5, etwa 2,5–3,5 Zentimeter lange, hellviolette bis violette, etwas knittrige, spatel- bis verkehrt-eiförmige Kronblätter vorhanden. Die Petalen sind manchmal innen auf der Mittelrippe behaart. Von den 10 Staubblättern sind 9 an der Basis verwachsen und eines ist frei, Die Staubfäden sind basal behaart. Der gestielte, einkammerige Fruchtknoten ist bräunlich, seidig behaart und mittelständig, mit einem langen Griffel.
Es werden holzige, flache und braun, samtig behaarte, etwa 8–14 Zentimeter lange, 3,5–5 Zentimeter breite, mehrsamige, etwa verkehrt-eiförmige Hülsenfrüchte gebildet. Die flachen, dunkelbraunen und harten, glatten, etwas glänzenden Samen sind rundlich bis elliptisch und 2–2,5 Zentimeter groß. Die Früchte öffnen sich explosionsartig, ballochor und schleudern die Samen aus.
Die Chromosomenzahl beträgt 2n = 24.

## Taxonomie
Die Erstbeschreibung erfolgte 1903 durch Hermann August Theodor Harms in O.Warburg (ed.), Kunene-Sambesi Exped.: 248.

## Verwendung
Das harte, recht schwere und beständige, schöne, aber schlecht behandelbare Holz ist bekannt als Zambez(s)i oder Rhodesian teak, redwood.
Die tanninhaltige Rinde, das Gummi und der Pflanzensaft werden medizinisch verwendet.
Aus den Samen wird Schmuck hergestellt.